# INO-KONボンバイエ
『INO-KONボンバイエ』（いのこんボンバイエ）は、毎日放送ラジオ（MBSラジオ）で、2007年度から2010年度までプロ野球のオフシーズン（10月～翌年3月）を中心に放送されていたスポーツ情報・バラエティ番組。
2009年度（2010年4月3日）までは、オフシーズン限定の生放送番組として、毎週土曜日の夜に放送。2010年のプロ野球シーズン（4月～9月）には、ナイトゲームが全く予定されていない日曜日に、『MBSタイガースナイタースペシャル INO-KONボンバイエ』として放送された。

## 概要
毎日放送ラジオでは、2007年度のナイターオフ期間（2007年10月～2008年3月）に、同局の若手・中堅アナウンサーをナイターオフ番組のパーソナリティに続々と起用。火～日曜に放送される番組には、『MBSどっと!アナ』という共通のレーベルを冠した。
当番組では、井上雅雄と近藤亨（いずれもMBSのスポーツアナウンサー）をパーソナリティーに起用。『MBSどっと!アナ』土曜枠の番組として放送を開始した。同レーベルが消滅した2008年度には、独立番組として復活。2009年度にも、前年度より1時間長い放送枠を確保したうえで、放送を再開した。
番組タイトルの“INO-KON（いのこん）”は、井上・近藤の名字から頭文字をつなぎ合わせた造語。また、“ボンバイエ”は、アントニオ猪木の現役時代のリング入場曲『炎のファイター 〜INOKI BOM-BA-YE〜』にちなむ。そのため、番組のテーマソングやジングルには、同曲のメロディーの一部が使われていた。
当番組では、阪神タイガースをはじめ、放送週に国内外のスポーツ界で起きたニュースを紹介。実況バトル（クイズ）や競馬予想など、スポーツアナウンサーの特技を生かしたコーナーもある。2009年度には、井上の趣味であるダジャレ作りにちなんだ企画や、近藤が自身の子育てを語るコーナーなども放送された。
なお当番組は、2007年度に猪木本人をゲストに招いた際に、「アントニオ猪木公認番組」とのお墨付きを得た。その後は、「INO-KONボンバイエはアントニオ猪木公認の番組です」「元気があればラジオも聴ける! 1!1!7!9!ダー!」などと叫ぶ猪木の声を、一部のジングルで音源として使用。
2010年には、番組史上初めて、プロ野球シーズンにも不定期の特別番組として編成。ナイトゲームが全く設定されていない日曜日の17:59 - 21:00に、2009年度と同じ出演者で、『MBSタイガースナイタースペシャル INO-KONボンバイエ』として放送していた。しかし、ナイターオフ編成で当番組の放送枠が『MBSとらぐみタイガースライブ!』（2010年度から新設、以下『とらぐみ』）と『茶屋町MBS劇場』（2009年度まで日曜日の夕方に放送）に充てられたため、『MBSタイガースナイタースペシャル INO-KONボンバイエ』の最終回（2010年9月12日）をもって放送を終了。ただし、アシスタント以外のレギュラー出演者は『とらぐみ』でも続投。近藤とヤナギブソンが出演する日曜日には、当番組の企画を受け継ぐコーナーも放送された。
ちなみに、2011年のプロ野球シーズンには、『MBSタイガースナイタースペシャル INO-KONボンバイエ』と同様の扱いで『MBSタイガースライブ番外編』を放送。近藤とヤナギブソンが、『とらぐみ』日曜日に続いてレギュラーで出演している。

## 出演者
パーソナリティ
- 近藤亨（MBSアナウンサー）
- 井上雅雄（MBSアナウンサー）
  - スポーツ中継の関係でどちらか1名がスタジオに来られない場合には、滞在先から本人が電話で出演するか、スポーツアナウンサーの後輩・金山泉が代役を務めていた。
  - 2009年のオフシーズンまでは、先輩アナウンサー（当時）の大月勇が、少なくとも年に1回ゲスト扱いで登場していた。

レギュラー
- ヤナギブソン（ザ・プラン9）

以上の出演者は、2010年度のオフシーズンに『MBSとらぐみタイガースライブ!』へレギュラー出演（井上：火曜日、近藤・ヤナギブソン：日曜日）。また、近藤とヤナギブソンは2011年のナイターシーズンにおいて、中継のない日曜の『MBSタイガースライブ番外編』にも出演する。
アシスタント
いずれも当番組が初のラジオレギュラー
- 藤村えみり（2009年度担当、『MBSタイガースナイタースペシャル INO-KONボンバイエ』でも続投）[4]
  - 清水汐音（しみず・しおん、2008年度担当）
  - 新口絢子（2007年度担当）[5]

## 放送時間
2010年度
プロ野球シーズン（『MBSタイガースナイタースペシャル INO-KONボンバイエ』として不定期放送）
- 日曜（ナイトゲームが全く予定されていない週のみ）：17:59 - 21:00 （2010年4月11日～2010年9月12日）
  - 6月に毎週（4回）放送された一方で、8月には全く放送されず。その他の月には、平均で1～2回放送された。

2009年度
- 土曜：17:45 - 20:30（2010年1月9日～2010年4月3日）
- 土曜：17:45 - 21:00（2009年10月10日～2010年1月2日）
  - 2009年度には、前半の3ヶ月間、17:45 - 21:00の3時間15分番組として放送。[6]2008年度まで当番組の後枠（20:00 - 21:00）で放送していたラジオドキュメント番組『特集1179』が終了したため、同番組の放送枠を吸収する形で、前年度から放送時間を1時間延長した。ただし、20時台に特別番組を編成する週には、放送時間を17:45 - 20:00に短縮していた。
  - MBSラジオでは、2010年1月9日から、20:30 - 21:00に新番組『広澤克実とDr．イトーのレーザー交遊録!』を編成。その関係で、当番組の放送時間が30分短縮された。

2008年度
- 土曜：18:00 - 20:00（2008年10月～2009年3月末）

2007年度
- 土曜：18:00 - 19:30（2007年12月～2008年3月末）
- 土曜：18:00 - 20:00（2007年10月～2007年11月末）　
  - 正式タイトルは、『MBSどっと!アナ土曜日　INO-KONボンバイエ』。当番組の放送枠の一部で『三枝輝行の商い勘所』を編成した2007年12月から、放送時間を30分短縮した。

## 主なコーナー

### 「INO-KONボンバイエ」
2009年度

2009年10月10日～2010年1月2日のタイムテーブルを基準、「　」は放送上のタイトル、時刻は目安。

◎：2007年度から放送されていた企画

※：『MBSタイガースナイタースペシャル INO-KONボンバイエ』でも継続

17時台
- オープニング
  - 出演者の近況報告や、スポーツに関する最近の話題を中心に、18時過ぎまで続く。コーナーの最後には、リスナーに向けて、当日のメッセージテーマを発表した。

18時台
- 「INO-KONスポーツ喜怒哀楽」 ◎
  - 放送週のスポーツニュースから4項目を、喜・怒・哀・楽に分けたうえで、1項目ずつ紹介。一時は、「INO-KONスポーツファイター」と称していた。近藤・井上がスポーツ取材・中継の裏話を披露することもあった。
- 「ヤナギブソンの誰が興味あんねん?」◎※
  - スポーツ通を自称するヤナギブソンが、放送週に報じられたスポーツニュースから、自分だけしか興味を示さないような面白いエピソードを3本紹介した。
  - 2007年度の放送開始から2009年11月14日までは、「週刊ヤナギブソン」というタイトルで放送。2009年11月21日の放送から、ヤナギブソンの意向で、現在のタイトルに変更された。[7]

19時台
- 「INO－KONトーク“元気ですかー!”」
  - 現役のアスリートに限らず、旬の人物やスポーツ好きの芸能人がゲストに出演。レギュラー出演者全員が交互に質問を出す「バトルロイヤルクエスチョン」を通じて、ゲストの素顔に迫る。タイトルコールの“元気ですかー!”には、事前に収録したアントニオ猪木の実声が使われていた。
  - 放送時間を短縮した2010年1月9日からは、主に18時の後半～19時過ぎに放送。事前に収録したインタビューを流すこともあった。
- 「炎の実況バトル」 ◎※
  - 井上・近藤を中心に出題される実況クイズ。目の前にある物や、目の前でヤナギブソン・藤村が行う動作を制限時間以内に実況したうえで、生放送中にリスナーから解答を募集した（20時まで受付）。リスナー向けのクイズである以上、実況する物や動作の具体名を言えない趣向になっていた。
  - 番組のエンディング間際に、正解・回答件数・正解者数・正解率を発表。正解者の中から、抽選でリスナーにプレゼントを進呈した。
  - 2009年度には、実況者（1名）をくじ引きで決めてから、実況を始めることが多い。ただし、2008年度までのように、井上と近藤の対決形式で放送される場合もある。後者の場合には、正解者・正解率の多さを競う。ゲストを迎えての実況バトルや、代役で出演するアナウンサーからの出題になることもあった。[8]
  - 『MBSタイガースナイタースペシャル INO-KONボンバイエ』では、リスナーからの正解率を100%にすることを目標に、「目指せ100% 炎の実況バトル」として放送。[9]近藤と井上が、放送回ごとに交互に実況していた。

- 「馬駆ける青春」 ◎
  - 当番組の出演者（INO-KONチーム）と、MBSラジオ『サンデー競馬中継 みんなの競馬』で実況を担当するアナウンサー（みんなの競馬チーム）が、放送翌日に同番組で中継予定のメインレースの予想で対決。どちらのチームが予想を的中させるかを、リスナーに投票させていた。
  - 予想の範囲は放送年度によって違うが、一方のチームの予想が的中した場合には、そのチームに投票したリスナーから抽選で1名に対象馬券の払戻金を進呈した。
  - 『みんなの競馬』チームでは、競馬実況を担当するアナウンサー（美藤啓文、来栖正之、仙田和吉など）から1名が、ほぼ毎回スタジオか電話で出演。2009年度には、同年9月まで11年にわたって中継アシスタントを務めた小山浩子（フリーアナウンサー）が、“女予想師”として登場した。また、2010年に入ってからは、予想や結果をめぐって、（放送上）ヤナギブソンと藤村によるバトルが続いた。

20時台

編成上の都合で番組終了時間を20:00に繰り上げた週や、レギュラーの放送時間を短縮する2010年1月9日以降は、一部のコーナーを19時台に繰り上げて放送した。
- 「My Favorite Best 3」
  - 近藤と井上が毎週交互に1名で担当するコーナーで、20時の時報明けに放送。自分が気に入っていることをテーマに、自分にとってのベスト3を落ち着いたトーンで語ってから、そのテーマにちなんだ楽曲を1曲放送した。
- 「解答!近藤亨」 
  - 1つのテーマについて、番組やリスナーで作成したマニアックなクイズを井上が出題。「博学」を自称する近藤を中心に、他の出演者が手持ちの知識を駆使しながら解答を試みる。ちなみに、オープニングには、"かいとう"つながりで「ルパン三世のテーマ」が流れた。
- 「井上雅雄の三十路ボンバイエ」（2009年12月12日から開始）
  - 30代に入ったばかりの井上を中心に、リスナーからの投稿を織り交ぜながら、三十路ならではの習慣（三十路あるある）を紹介するコーナー。投稿を紹介するたびに、ケツメイシの楽曲「三十路ボンバイエ」のサビが流れた。
  - 2009年度は当初、11月14日まで「井上雅雄のダジャレ王国」を放送。「三度の飯よりダジャレが好き」と自称する井上が、あるお題にちなんで作ったダジャレを、他の出演者に当てさせていた。[10]
- 「えみりの英語を教えてあ・げ・る」※
  - 井上がダンロップフェニックストーナメントテレビ中継のラウンドリポートを担当した関係で当番組に出演しなかった2009年11月21日に、「井上雅雄のダジャレ王国」の穴埋め扱いで初めて放送された英語クイズ。翌週（同月28日）の放送から、正式にレギュラーコーナーへ昇格した。
  - イギリスへの留学経験がある藤村が、ある楽曲の日本語の歌詞を、あらかじめ英語で意訳。当初は、藤村が英語で読む歌詞から、他の出演者がその曲のタイトルを当てるという趣向になっていた。[11]レギュラー化以降は、「宿題」と称して、リスナー向けのクイズに特化している。
- 「近藤パパのパパ日記」
  - 2009年9月に第1子を授かったばかりの近藤が、新米パパとしての気持ちを、毎回エッセー風に語った。

2008年度のみ
- 「近藤亨の検定とおる?」
  - さまざまな分野の検定試験で出された問題に、近藤が毎回挑戦した。
- 「井上雅雄のとんちアカデミー」
  - 井上が“館長”の肩書きで登場。リスナーから送られた面白そうな“とんち”を紹介した後に、井上館長自らとんちを披露していた。

### 「MBSタイガースナイタースペシャル　INO-KONボンバイエ」
以下では、2010年のプロ野球シーズン限定で放送される企画・コーナーを記す。
- 阪神タイガースの現役選手によるオープニングコメント・タイトルコール
  - 放送前週にMBSラジオ『ノムラでノムラだ♪ EXトラ!』でインタビューが流れた（外国人を含む）選手のうち1名が登場。[12]タイトルコールとオープニングテーマが流れると、近藤が提供クレジットを読んでいた。
- 「今週のプロ野球ニュース」
  - 18時台の前半に放送。放送日のデーゲームの結果を交えながら、「バイブレーション」（ジェームスラストバンド、『プロ野球ニュース』の「今日のホームラン」テーマ曲）をBGMに、近藤と井上がプロ野球各球団の近況を伝えた。阪神タイガースとオリックス・バファローズについては、放送当日のデーゲームを含めた1週間の通算成績も紹介している。
- 「こんな時にはシチュエーソング」
  - 当番組には珍しく、音楽を中心に据えたコーナーで、19時台と20時台に放送。タイトルの「シチュエーソング」とは、「シチュエーション（場合）に見合った曲」を意味した造語である。
  - 藤村が想定するシチュエーションを"お題"に、男性陣が「そのお題に見合う」と思う楽曲を、1人につき1曲紹介。放送中に全曲流してから、藤村が最も気に入った楽曲を「シチュエーソング」に選んでいた。
- 「INO-KON LOVERS」
  - 19時台の前半に放送。スポーツに限らず、特定の分野に並々ならぬ情熱を注ぐ人（LOVER）をスタジオに招いて、その情熱のほどを聞く。「INO－KONトーク“元気ですかー!”」 より間口が広いのが特徴で、亀山つとむ（MBS野球解説者）や尾川智子（フリークライマー）などが登場した。
  - 最終回（2010年9月12日放送）では、スタジオにゲストを招かず、ヤナギブソンが自らの希望でNBAの魅力を語った。
- 「藤村えみりの“こんなの初めて”」
  - 20時過ぎに放送。「『INO-KON』の時間をお借りする」との名目で、藤村のみ出演するコーナー。「初めて」をテーマに、生放送でのワンマントークに"初めて"挑戦した。
- 「INO-KON SUNDAY」
  - 20時半頃に放送。放送日近辺で話題になった芸能ニュースを紹介。最近の芸能情報に詳しくない近藤を、他の出演者がいじる格好でトークを展開していた。

ちなみに、『MBSタイガースナイター』枠の共通コーナーでもある「MBS交通情報」（19時台）では、井上がスタジオから近畿圏の道路交通情報を伝えていた。

## 補足
- 当番組は、MBSラジオのスポーツ部が制作を担当。そのせいか、同局の他番組よりもノベルティの内容が良かった。[13]
- 年末年始に放送する場合には、MBSテレビで全国高等学校ラグビーフットボール大会のハイライト番組（ラグビー経験者の井上が出演）・決勝戦中継（近藤が実況を担当）を編成する関係で、同大会のイメージキャラクターを務めるミスマガジンを必ずゲストに招いていた。[14]
- 毎年3月の大相撲春場所直前の放送では、大の相撲好きにして、近藤がファンである聖飢魔IIのボーカル・デーモン小暮が私見を交えながら春場所の展望を披露している。2007・2008年度には生放送中に電話で出演していたが、2009年度（2010年3月12日放送）には、近藤による"謁見"（MBS東京支社での事前収録によるスペシャルインタビュー）が初めて実現。以降の放送では、その際に収録されたと思われるデーモンのジングルを、CMの前後に随時流していた。

## 放送でのエピソード
- ヤナギブソンは、2008年度と2009年度の第1回放送に電話で出演。いずれも、当番組の生放送が別の仕事と重なったことによる。他のレギュラー出演者も、別の仕事・取材先から電話で出演したり、番組の途中からスタジオに入ったりすることが少なからずあった。
- 2008年12月13日の放送では、ヤナギブソンが所属するザ・プラン9の浅越ゴエが「炎の実況バトル」に参戦。井上との実況バトルを制した。
- 2009年2月7日の放送では、同月1日付で中京テレビから毎日放送へ移籍したばかりの金山が、自己紹介を兼ねて毎日放送の番組に初登場。生涯初のラジオ番組出演ながら、実家が寺である関係で得度の資格を有していることや、東京ヤクルトスワローズのファンであることなどを明かした。また、スポーツアナウンサーとしての入社であるため、当番組への初出演にしていきなり「炎の実況バトル」の出題者になった。
- 2009年12月19日には、「世紀の一戦」と銘打って、浅越と近藤による5番勝負を放送。[15]勝負が終わるたびにリスナー投票を実施した結果、前年度に続いて浅越が勝利を収めた。